# カーボベルデ型ハリケーン

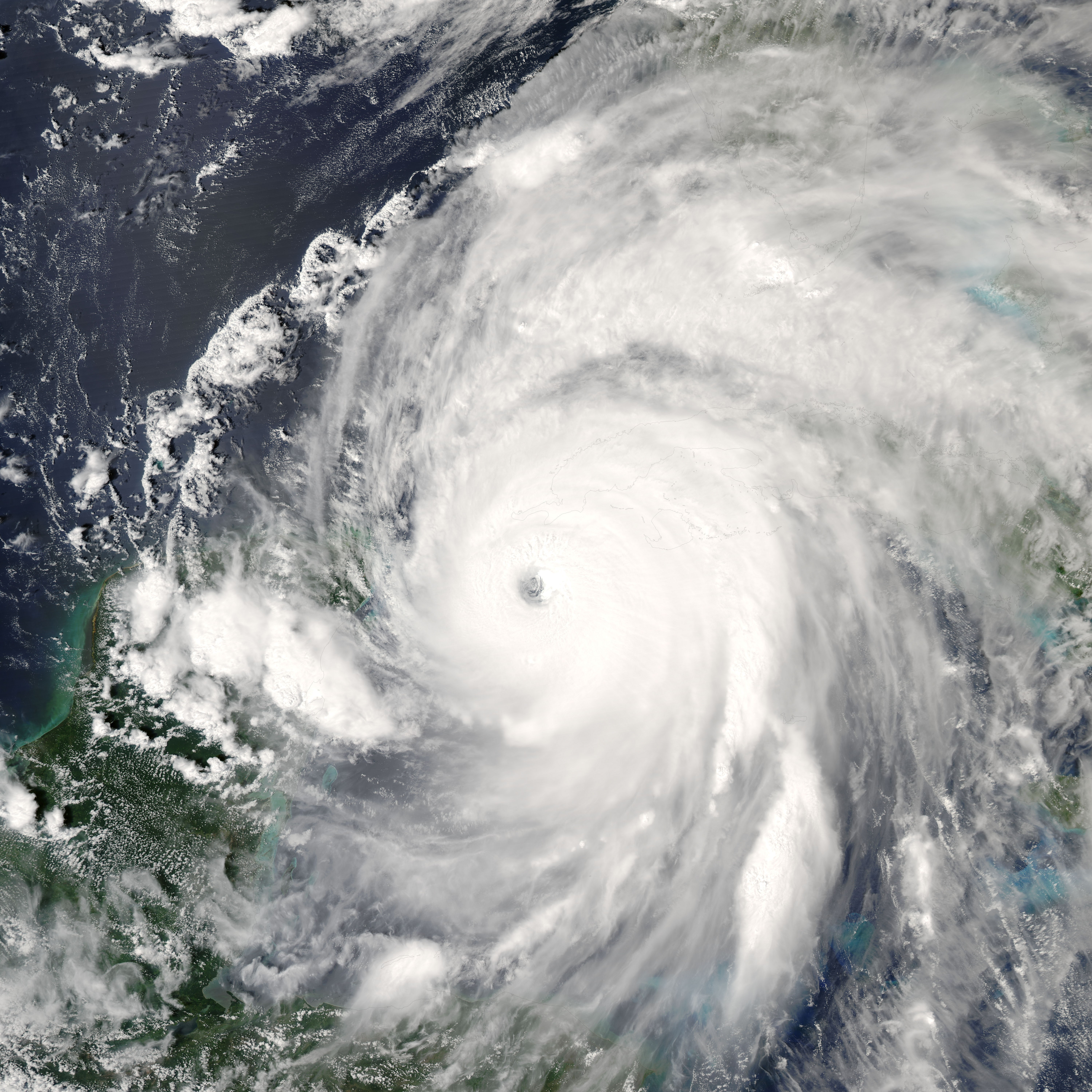
カテゴリー5のカーボベルデ型ハリケーン、ハリケーン・アイバン (2004年)

カーボベルデ型ハリケーン (—がた—、英: Cape Verde-type hurricane) は、大西洋で発生するハリケーンのうち、アフリカ西海岸沖のカーボベルデ諸島付近で発達するものを指す。平均的なハリケーン・シーズンでは、シーズン中に約2個のカーボベルデ型ハリケーンが発生する。それらは、大洋上で（成長するために）十分な量の暖かく湿った空気を伴って発達してから上陸するため、通常はシーズンで最も大きく、最も強烈なハリケーンとなる。記録に残る五大ハリケーンはすべてカーボベルデ型であるほか、大西洋海域で発生する寿命の長い一部の熱帯低気圧も同様の型であることが多い。多くは（陸上に）被害をもたらすことなく海上を移動するが、中にはカリブ海やメキシコ湾を横切るものもあり、カリブ海沿岸の諸国、中央アメリカ、メキシコ、バミューダ諸島、アメリカ合衆国、そして時折、カナダや南アメリカにまで暴風雨をもたらし、損害を与えることがある。1970年代に、これらのハリケーンが形成される過程を解明するための研究プロジェクトが始動した。